# Paleocen
| System                         | Oddział  | Piętro    | Wiek (mln lat) |
| ------------------------------ | -------- | --------- | -------------- |
| Neogen                         | Miocen   | Akwitan   | młodsze        |
| Paleogen                       | Oligocen | Szat      | 23,03–27,82    |
| Paleogen                       | Oligocen | Rupel     | 27,82–33,9     |
| Paleogen                       | Eocen    | Priabon   | 33,9–37,71     |
| Paleogen                       | Eocen    | Barton    | 37,71–41,2     |
| Paleogen                       | Eocen    | Lutet     | 41,2–47,8      |
| Paleogen                       | Eocen    | Iprez     | 47,8–56,0      |
| Paleogen                       | Paleocen | Tanet     | 56,0–59,2      |
| Paleogen                       | Paleocen | Zeland    | 59,2–61,6      |
| Paleogen                       | Paleocen | Dan       | 61,6–66,0      |
| Kreda                          | Górna    | Mastrycht | starsze        |
| Podział według IUGS, luty 2022 |          |           |                |

Paleocen (ang. Paleocene)
- w sensie geochronologicznym: najstarsza epoka paleogenu, trwająca około 10 milionów lat (od 66,0 do 56,0 mln lat temu). Paleocen jest młodszy od późnej kredy a starszy od eocenu. Dzieli się na trzy wieki: dan, zeland i tanet.

- w sensie chronostratygraficznym: najniższy oddział paleogenu, wyższy od górnej kredy a niższy od eocenu. Dzieli się na trzy piętra: dan, zeland i tanet.

Nazwa pochodzi z połączenia słów gr. παλαιός (palaios – stary) i καινός (kainos – nowy).

## Ogólna charakterystyka
Na granicy kredy i paleocenu miało miejsce wymieranie kredowe. Paleocen jest okresem odradzania się (radiacji) wielu grup organizmów żywych po tym wymieraniu. Pod koniec paleocenu miało natomiast miejsce paleoceńsko-eoceńskie maksimum termiczne.

## Fauna
- rozpoczyna się ewolucja koniowatych (Hyracotherium)
- wyewoluowały pierwsze sowy (Ogygoptynx)[4].

## Paleocen w Polsce
Osady paleocenu występują w Polsce w dwóch obszarach: na Niżu Polskim i w Karpatach.
Na Niżu współczesny zasięg paleocenu wynosi ok. 54,5 tys. km². Granice tego zasięgu mają charakter erozyjny.
W obrębie utworów niżowego paleocenu wyróżniono następujące formacje:
- formacja sochaczewska
- formacja puławska
- formacja odrzańska
- formacja goleniowska